# Dinotoperla carpenteri
Dinotoperla carpenteri is een steenvlieg uit de familie Gripopterygidae. De wetenschappelijke naam van de soort is voor het eerst geldig gepubliceerd in 1921 door Tillyard.